# Nicolás Kern
Nicolás Kern (Santa Fe, Provincia de Santa Fe, 26 de diciembre de 1978) es un piloto argentino de automovilismo de velocidad actualmente retirado. Compitió principalmente en TC 2000, en donde logró una victoria en 2003. También es propietario del Nico Kern Racing Car, equipo con el que corrió en dicha categoría desde 2004 hasta 2007 y que también ha competido en Turismo Nacional con otros pilotos.

## Resultados

### Turismo Competición 2000
| Año  | Equipo               | Auto           | 1    | 2   | 3   | 4   | 5   | 6   | 7   | 8   | 9   | 10  | 11  | 12    | 13  | 14  | Res. | Puntos |
| ---- | -------------------- | -------------- | ---- | --- | --- | --- | --- | --- | --- | --- | --- | --- | --- | ----- | --- | --- | ---- | ------ |
| 2003 |                      |                | SL I | GR  | TRE | SJU | BB  | OBE | RC  | SAL | RES | SR  | BA  | SL II | AG  | MDP | 15°  | 22     |
| 2003 | Belloso Competición  | Ford Escort VI | 14†  | 18  | Ret | Ret | 11  | 10  | 21  | 1   | Ret | 13  | 15  | Ret   | 10  | 14  | 15°  | 22     |
| 2004 |                      |                | GR   | VIE | SJU | PAR | SL  | OBE | AG  | CON | RC  | SRA | BB  | BA    | RAF | MDP | 25°  | 2      |
| 2004 | Nico Kern Racing Car | Ford Focus I   |      |     |     | Ret | NL  | 16  | Ret | 9   | Ret | 20† | Ret | 11    | Ret | 11  | 25°  | 2      |
| 2005 |                      |                | BA I | PAR | VIE | SJU | OLA | AG  | CUR | OBE | RAF | SRA | CON | BA II | SL  | GR  | -    | 0      |
| 2005 | Nico Kern Racing Car | Ford Focus I   | Ret  | 14  | 27† | 19† | Ret | Ret | Ret | Ret | Ret |     |     |       |     |     | -    | 0      |
| 2006 |                      |                | BA I | OLA | CR  | VIE | SFE | SJU | SRA | RES | CUR | SMM | GR  | BA II | OBE | PAR | 28°  | 2      |
| 2006 | Nico Kern Racing Car | Ford Focus I   | 12   | Ret | Ret | 9   | Ret | 14  |     |     |     |     |     | Ret   |     | 16  | 28°  | 2      |
| 2007 |                      |                | CR   | GR  | BB  | SMM | SJU | SP  | AG  | SFE | SRA | VIE | BA  | OBE   | SL  | PDE | -    | 0      |
| 2007 | Nico Kern Racing Car | Ford Focus I   |      |     |     |     |     |     |     |     |     |     | 12  |       |     |     | -    | 0      |